# DOS Shell
DOS Shell – menedżer plików dostarczany razem z systemami MS-DOS i PC-DOS w wersjach 4.x i 5.x, a następnie będący częścią „Supplemental Disk” MS-DOS-a, aż do wersji 6.22. Ta powłoka systemowa miała stać się graficzną alternatywą dla interpretera poleceń command.com i nie jest kompatybilna z wersjami Microsoft Windows począwszy od Windows 95.

## Możliwości
DOS Shell pozwala na wykonywanie podstawowych operacji na plikach i katalogach, a także umożliwia uruchamianie programów. Jego włączenie następuje po użyciu komendy dosshell. Program umożliwia zdefiniowanie podstawowych kolorów i stylów wyświetlania. Potrafi także obsłużyć myszkę, co znacznie zwiększa komfort pracy z programem. Generalnie DOS Shell funkcjonalnością bardzo przypomina windowsowego menedżera plików.

## DOS Shell w Polsce
W Polsce DOS Shell nigdy powszechnie się nie przyjął. Wielu użytkowników MS-DOS-a nawet nie wiedziało o jego istnieniu. Nie był on tak wygodny w użyciu, jak płatny Norton Commander, a później także jego bezpłatny klon - DOS Navigator. Dodatkowe koszty związane z kupnem licencji Norton Commandera nie powstrzymywały większości polskich użytkowników od jego używania, ponieważ na przełomie lat 80. i 90. XX wieku (w czasach popularności DOS Shella) w Polsce prawo autorskie nie chroniło w sposób bezpośredni oprogramowania komputerowego. Użytkownicy po prostu kopiowali oprogramowanie bez uiszczania opłat licencyjnych.